# Sharpe-ratio
De Sharpe-ratio is een meting van de naar risico gecorrigeerde prestatie van een investering of handelsstrategie. Naamgever is William Forsyth Sharpe.
De definitie luidt:
{\displaystyle S={\frac {E[R-R_{f}]}{\sigma }}},
waar:

R het rendement is (als stochastische variabele),
Rf het rendement van een benchmark voor een risicoloze belegging (idem) is,
E[R-Rf] het verwachte overschot van het rendement over de benchmark is,
{\displaystyle \sigma ={\sqrt {Var[R-R_{f}]}}} de standaarddeviatie van het overschot is.
Voor de rendementen van de benchmark wordt vaak de rente op kortlopende staatsobligaties gebruikt als de maatstaf voor een risicoloze investering. In eerste instantie achtte Sharpe Rf constant, maar hij kwam hier in 1994 op terug en paste de stelling aan. De Sharpe-ratio wordt gebruikt om te berekenen in hoeverre het extra rendement het extra risico compenseert. Hoe hoger de ratio, hoe hoger het extra rendement voor het additionele risico. Investeerders zullen dus een voorkeur hebben voor investeringen met een hoge Sharpe-ratio.
Een voorbeeld ter verduidelijking: belegging A heeft een rendement van 5% en een standaarddeviatie van 10% en voor alternatief B zijn de twee getallen respectievelijk 8% en 20%. Bij een Rf van 3% heeft belegging B de voorkeur, hier is de Sharp-ratio 0,25 en 0,20 voor belegging A. Door de kredietcrisis is de rente op kortlopende staatsobligaties sterk gedaald en nadert de nul. Als dezelfde berekening wordt gemaakt met een rente van nul procent, dan heeft belegging A de voorkeur, de Sharp-ratio is 0,5 en 0,4 voor B.
De Sharpe-ratio van de combinatie van een risicoloze en een risicodragende investering is gelijk aan die van de risicodragende, want het rendementoverschot en zijn standaarddeviatie worden met dezelfde factor verkleind. Bij een combinatie van twee risicodragende investeringen met dezelfde positieve Sharpe-ratio is de Sharp-ratio van het totaal groter dan die van de afzonderlijke investeringen (risicospreiding), behalve als de rendementoverschotten een correlatiecoëfficiënt 1 hebben.
De ratio is in 1966 ontwikkeld door William Forsyth Sharpe. Sharpe noemde het in eerste instantie "reward-to-variability" totdat academici en financieel economen de term Sharpe-ratio in gebruik namen.